# Iwan Tiemnikow
Iwan Wiktorowicz Tiemnikow (ros. Иван Викторович Темников; ur. 28 stycznia 1989 w Bracku) – rosyjski piłkarz grający jako obrońca lub prawy pomocnik w klubie Torpedo Moskwa.